# Jiří Kodet (Schauspieler)

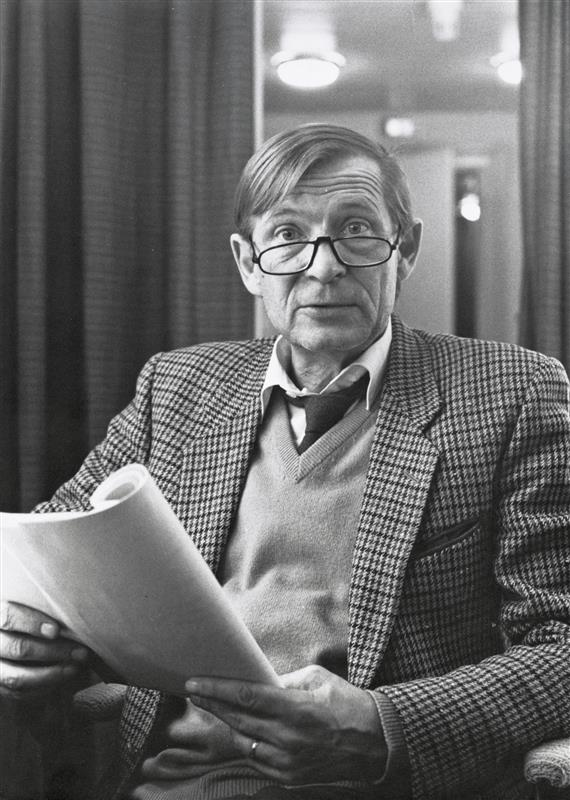
Jiří Kodet

Jiří Kodet (* 6. Dezember 1937 in Prag; † 25. Juni 2005 ebenda) war ein tschechischer Schauspieler.

## Leben
Der Sohn der Schauspielerin Jiřina Steimarová und Bruder von Evelyna Steimarová begann seine Theaterkarriere in Pardubice, bevor ihn sein Kollege Jan Kačer nach Ostrava und schließlich nach Prag holte. Seit den 50er Jahren spielte Kodet in einigen Dutzend Filmen und Serien, unter anderem in Jiří Menzels Liebe nach Fahrplan (1966). In den 90er Jahren wurde er für seine Rolle in Pelíšky mit dem Český lev für die beste Hauptrolle ausgezeichnet. Dem deutschen Publikum war er auch aus den Serien Pan Tau (Rolle eines Piloten) und Das Krankenhaus am Rande der Stadt bekannt. In der tschechoslowakischen TV-Serie Die Besucher (1983) spielte er den Karussell-Ede und in der TV-Kinderserie Die Märchenbraut einen Redakteur beim Fernsehen. Zuletzt spielte Kodet die Rolle des Regisseurs František Vláčil in Sentiment (2003).

## Filmografie (Auswahl)
- 1960: Das höhere Prinzip (Vyšší princip)
- 1963: Von etwas anderem (O necem jinem)
- 1964: Das Attentat (Atentat)
- 1966: Liebe nach Fahrplan (Ostre sledované vlaky)
- 1975: Der Tag, der die Welt veränderte (Atentat u Sarajevu)
- 1976: Ein bißchen schwanger (Hra o jablko)
- 1979: Das Geheimnis der stählernen Stadt (Tajemství Ocelového mesta)
- 1980: Signum Laudis
- 1980: Nur so ein bißchen vor sich hinpfeifen (Jen si tak trochu písknout)
- 1981: Bulldoggen und Kirschen (Buldoci a tresne)
- 1982: Die salzige Rose (Slona roza)
- 1982: Flüchtige Begebenheiten (Plache priheby)
- 1982: Himbeercocktail (Malinovy koktejl)
- 1983: Das Blaue vom Himmel (Modre z nebe)
- 1983: Die Besucher (Serie, Karussell-Ede)
- 1983: Tödliche Motive (Smrt talentovanémo sevce)
- 1985: Razzia (Zátah)
- 1986: Die Operation meiner Tochter (Operace me dcery)
- 1986: Eine zauberhafte Erbschaft (Carovné dedictví)
- 1987: Der Narr und die Königin (Šašek a královna)
- 1993: Accumulator 1
- 1999: Kuschelnester (Pelíšky)